# Icechallenge
Турнир «Icechallenge» — ежегодный международный турнир по фигурному катанию, проводящийся с 2009 года в австрийском городе Грац. Соревнования проходят в категориях: мужское и женское одиночное катание, парное катание и танцы на льду. Участники разделены на три возрастные категории: «взрослые» (англ. senior), «юниоры» (англ. junior) и «новички» (англ. novice). Возрастная категория определяется согласно правилам ИСУ. Турнир проводится совместно Австрийской ассоциацией фигурного катания и Ассоциацией фигурного катания города Грац, при поддержке Международного союза конькобежцев. В 2014 и 2015 годах турнир был частью соревнований серии «Челленджер» (CS), с 2021 года турнир вновь входит в серию «Челленджер».

## Победители и призёры

### Взрослые

#### Мужчины
| Медалисты в мужском одиночном катании | Медалисты в мужском одиночном катании | Медалисты в мужском одиночном катании | Медалисты в мужском одиночном катании | Медалисты в мужском одиночном катании |
| ------------------------------------- | ------------------------------------- | ------------------------------------- | ------------------------------------- | ------------------------------------- |
| Год                                   | Золото                                | Серебро                               | Бронза                                |                                       |
| 2009                                  | Томаш Вернер                          | Антон Ковалевский                     | Албан Преобер                         |                                       |
| 2010                                  | Александр Майоров                     | Дуглас Раццано                        | Кристоффер Бернтссон                  |                                       |
| 2011                                  | Стивен Кэрриер                        | Миша Ге                               | Виктор Пфайфер                        |                                       |
| 2012                                  | Питер Либерс                          | Дуглас Раццано                        | Армин Махбанузадэ                     |                                       |
| 2013                                  | Денис Тен                             | Виктор Пфайфер                        | Гордей Горшков                        |                                       |
| 2014 CS                               | Дуглас Раззано                        | Александр Самарин                     | Мартин Раппе                          |                                       |
| 2015 CS                               | Артур Дмитриев                        | Джейсон Браун                         | Михаил Коляда                         |                                       |
| 2017                                  | Даниэль Грассль                       | Хавьер Райа                           | Адриан Тессон                         |                                       |
| 2021 CS                               | Ника Эгадзе                           | Лукас Цуёси Хонда                     | Илья Малинин                          |                                       |
| 2022 CS                               | Лиам Капейкис                         | Андреас Нордебекк                     | Никита Старостин                      |                                       |

#### Женщины
| Медалисты в женском одиночном катании | Медалисты в женском одиночном катании | Медалисты в женском одиночном катании | Медалисты в женском одиночном катании | Медалисты в женском одиночном катании |
| ------------------------------------- | ------------------------------------- | ------------------------------------- | ------------------------------------- | ------------------------------------- |
| Год                                   | Золото                                | Серебро                               | Бронза                                |                                       |
| 2009                                  | Канако Мураками                       | Валентина Маркеи                      | Аманда Доббс                          |                                       |
| 2010                                  | Лена Марокко                          | Наталья Попова                        | Сара Хеккен                           |                                       |
| 2011                                  | Кэролайн Чжан                         | Наталья Попова                        | Линнея Меллгрен                       |                                       |
| 2012                                  | Дженна Маккоркелл                     | Изабель Олссон                        | Моника Симанчикова                    |                                       |
| 2013                                  | Кортни Хикс                           | Мики Андо                             | Николь Райичова                       |                                       |
| 2014 CS                               | Ханна Миллер                          | Изабель Олссон                        | Иветт Тот                             |                                       |
| 2015 CS                               | Мирай Нагасу                          | Мария Артемьева                       | Тайлер Пирс                           |                                       |
| 2017                                  | Даша Грм                              | Джада Руссо                           | Натали Клотц                          |                                       |
| 2021 CS                               | Вакаба Хигути                         | Пак Ёнджон                            | Нина Петрыкина                        |                                       |
| 2022 CS                               | Анна Пеццетта                         | Кайя Райтер                           | Кимми Репонд                          |                                       |

#### Пары
| Медалисты в парном катании | Медалисты в парном катании                     | Медалисты в парном катании                     | Медалисты в парном катании                     | Медалисты в парном катании                     |
| -------------------------- | ---------------------------------------------- | ---------------------------------------------- | ---------------------------------------------- | ---------------------------------------------- |
| Год                        | Золото                                         | Серебро                                        | Бронза                                         |                                                |
| 2009                       | Кэйтлин Янкоускас / Джон Кафлин                | Хлоя Кац / Джозеф Линч                         | Стефания Бертон / Ондржей Готарек              |                                                |
| 2010                       | Майлин Хауш / Даниэль Венде                    | Тиффани Вайс / Дон Болдуин                     | Ли Чихян / Тхэ Вонхёк                          |                                                |
| 2011                       | Андреа Попст / Крис Книрем                     | Мари Вартман / Арон ван Клеафе                 | Даниэль Монтальбано / Евгений Краснопольский   |                                                |
| 2012                       | Марисса Кастелли / Симон Шнапир                | Гретхен Донлан / Эндрю Сперофф                 | Даниэль Монтальбано / Евгений Краснопольский   |                                                |
| 2013                       | Гретхен Донлан / Эндрю Шперофф                 | Майлин Венде / Даниэль Венде                   | Тара Кейн / Дэнни О’Ши                         |                                                |
| 2014 CS                    | Лина Фёдорова / Максим Мирошкин                | Мириам Циглер / Северин Кифер                  | Мари Вартманн / Аарон ван Клив                 |                                                |
| 2015 CS                    | Алекса Шимека / Крис Книрим                    | Мари Вартманн / Рубен Бломмаэрт                | Николь Делла Моника / Маттео Гуаризе           |                                                |
| 2017                       | Лена Крайтмайер / Антон Кемпф                  | Не было других участников                      | Не было других участников                      |                                                |
| 2021                       | Соревнования по парному катанию не проводились | Соревнования по парному катанию не проводились | Соревнования по парному катанию не проводились | Соревнования по парному катанию не проводились |
| 2022                       | Элли Кам / Дэнни О’Ши                          | Ника Осипова / Дмитрий Эпштейн                 | Виолетта Серова / Иван Хобта                   |                                                |

#### Танцы на льду
| Медалисты в танцах на льду | Медалисты в танцах на льду                | Медалисты в танцах на льду                | Медалисты в танцах на льду        | Медалисты в танцах на льду |
| -------------------------- | ----------------------------------------- | ----------------------------------------- | --------------------------------- | -------------------------- |
| Год                        | Золото                                    | Серебро                                   | Бронза                            |                            |
| 2009                       | Нора Хоффманн / Максим Завозин            | Линн Крингкрайрут / Логан Джульетти-Шмитт | Кристина Байер / Вилльям Байер    |                            |
| 2010                       | Луис Уалден / Оуэн Эдвардс                | Эллисон Рид / Отар Джапаридзе             | Таня Колбе / Стефано Карузо       |                            |
| 2011                       | Линн Крингкрайрут / Логан Джульетти-Шмитт | Изабелла Кануцио / Йэн Лорелло            | Шивон Хикин-Кенеди / Дмитрий Дунь |                            |
| 2012                       | Линн Крингкрайрут / Логан Джульетти-Шмитт | Луция Мысливечкова / Нейл Браун           | Рамона Элсенер / Флориан Руст     |                            |
| 2013                       | Анастасия Каннушио / Колин Макманус       | Лоуренс Фурнье / Николай Соренсен         | Таня Колбе / Стефано Карузо       |                            |
| 2014 CS                    | Майя Шибутани / Алекс Шибутани            | Лоуренс Фурнье-Бодри / Николай Соренсен   | Барбора Зильна / Юрий Куракин     |                            |
| 2015 CS                    | Даниэль Томас / Дэниэл Итон               | Мисато Комацубара / Андреа Фаббри         | Олеся Карми / Макс Линдхольм      |                            |
| 2017                       | Сецилия Тёрн / Юссивилле Партанен         | Лайла Фир / Льюис Гибсон                  | Юлия Турккила / Маттиас Верслуйс  |                            |
| 2021 CS                    | Шарлен Гиньяр / Марко Фаббри              | Лоранс Фурнье-Бодри / Николай Сёренсен    | Оливия Смарт / Диас Адрия         |                            |
| 2022 CS                    | Эмили Братти / Иэн Сомервилл              | Наташа Лагуж / Арно Каффа                 | Лили Хенсен / Нейтан Ликерс       |                            |

### Юниоры

#### Юноши
| Медалисты в мужском одиночном катании | Медалисты в мужском одиночном катании | Медалисты в мужском одиночном катании | Медалисты в мужском одиночном катании | Медалисты в мужском одиночном катании |
| ------------------------------------- | ------------------------------------- | ------------------------------------- | ------------------------------------- | ------------------------------------- |
| Год                                   | Золото                                | Серебро                               | Бронза                                |                                       |
| 2009                                  | Франц Штройбель                       | Камиль Бялас                          | Тимоти Леман                          |                                       |
| 2010                                  | Станислав Перцов                      | Мартин Раппе                          | Александр Кучер                       |                                       |
| 2011                                  | Питер Джеймс Халлам                   | Камиль Дымовский                      | Никола Тодескини                      |                                       |
| 2012                                  | Томаш Купка                           | Александер Бьельде                    | Питер Халлам                          |                                       |

#### Девушки
| Медалисты в женском одиночном катании | Медалисты в женском одиночном катании | Медалисты в женском одиночном катании | Медалисты в женском одиночном катании | Медалисты в женском одиночном катании |
| ------------------------------------- | ------------------------------------- | ------------------------------------- | ------------------------------------- | ------------------------------------- |
| Год                                   | Золото                                | Серебро                               | Бронза                                |                                       |
| 2009                                  | Герли Лийнамяэ                        | Барбора Сведова                       | Анастасия Кистлер                     |                                       |
| 2010                                  | Моника Симанчикова                    | Изабелла Олссон                       | Лара Айзенбауэр                       |                                       |
| 2011                                  | Кристина Засеева                      | Элин Халлберг                         | Габриэлла Йосефссон                   |                                       |
| 2012                                  | Сабрина Шульц                         | Минами Ханасхиро                      | Хельма Хеде                           |                                       |

#### Пары
| Медалисты в парном катании | Медалисты в парном катании        | Медалисты в парном катании               | Медалисты в парном катании    | Медалисты в парном катании |
| -------------------------- | --------------------------------- | ---------------------------------------- | ----------------------------- | -------------------------- |
| Год                        | Золото                            | Серебро                                  | Бронза                        |                            |
| 2009                       | Клара Кадлецова / Петр Бидарж     | Евгения Крапивина / Константин Медовиков | Кэтрин Клемент / Джеймс Хант  |                            |
| 2010                       | Рэйчел Эпштейн / Дмитрий Эпштейн  | не было других соревнующихся             | не было других соревнующихся  |                            |
| 2011                       | Лина Фёдорова / Максим Мирошкин   | Магдалена Клатка / Радослав Хрусциньский | Штина Мартини / Сеферин Кифер |                            |
| 2012                       | Аннабелле Прёльс / Рубен Бломмерт | не было других соревнующихся             | не было других соревнующихся  |                            |

#### Танцы на льду
| Медалисты в танцах на льду | Медалисты в танцах на льду        | Медалисты в танцах на льду        | Медалисты в танцах на льду      | Медалисты в танцах на льду |
| -------------------------- | --------------------------------- | --------------------------------- | ------------------------------- | -------------------------- |
| Год                        | Золото                            | Серебро                           | Бронза                          |                            |
| 2009                       | Штефани Фронберг / Тим Гизен      | Мария Носуля / Евгений Холонюк    | Рамона Эльзенер / Флориан Рост  |                            |
| 2010                       | Каролина Прохазкова / Михал Цеска | Лолита Ермак / Александр Любченко | Яна Цейкова / Александр Синицин |                            |
| 2011                       | Екатерина Бугров / Василий Рогов  | Софи Джонс / Ричард Шарп          | Риа Шифнер / Юлиан Залацки      |                            |
| 2012                       | Чагла Демирсал / Берк Акалын      | Юлия Долгих / Александр Проханов  | Алла Лобода / Павел Дрозд       |                            |